# Томпсон, Смит
Смит Томпсон (англ. Smith Thompson; 17 января 1768, Нью-Йорк, США — 18 декабря 1843, Покипси, Нью-Йорк, США) — министр военно-морского флота США с 1818 по 1823 годы, член Верховного суда Соединенных Штатов.

## Биография
Смит Томпсон родился 17 января 1768 в небольшом городке Аминия (англ. Amenia), сейчас в составе Нью-Йорк.
Томпсон окончил Колледж в Нью-Джерси (сегодня известный как Принстонский университет) в 1788 году и после этого преподавал в течение короткого периода. Затем изучал право под руководством Джеймса Кента, а затем открыл юридическую практику. Он практиковал в городе Трой (штат Нью-Йорк) с 1792 по 1793 годы, и в Покипси (штат Нью-Йорк) с 1793 по 1802 годы.
Он был избран в Госсобрание Нью-Йорка в 1800 году, и принял участие в Конституционном конвенте Нью-Йорка в 1801 году, был назначен в Верховный Суд штата Нью-Йорк в 1802 году, где занимал пост члена Верховного суда с 1802 по 1814 года и председатель Верховного суда с 1814 по 1818 год.
Он был вице-президентом Американского Библейского общества, основанного 11 мая 1816 в Нью-Йорк, с начала его основания и предоставил справку в Военно-морской флот США на каждого офицера и обычного члена общества.
В 1818 году дочь Дэниеля Томпкинса Ариетта Минтсорн Томпкинс (род. 31 июля 1800) вышла замуж за сына Смита Томпсона.
В 1818 году Смит Томпсон был назначен президентом Джеймсом Монро на пост министра военно-морского флота США и был на этом посту с 1818 по 1823 годы.
1 сентября 1823 президент Джеймс Монро назначил Смита Томпсона, который в то время был министром военно-морского флота, на должность члена Верховного суда Соединенных Штатов, вместо уволенного Генри Брокхолста Ливингстона. Формально номинирован 5 декабря 1823, Томпсон был подтвержден Сенатом Соединенных Штатов 9 декабря 1823 и получил полномочия члена Верховного суда Соединенных Штатов в тот же день.
Смит Томпсон участвовал в президентской кампании от демократов-республиканцев с целью выдвижения своего кандидата на пост президента в 1824 году.
Так же выдвигал свою кандидатуру в 1828 году на пост губернатора штата Нью-Йорк, но неудачно. После этого он отошел от политической жизни.
Когда Эндрю Джексон стал победителем на выборах 1829 года, Смит Томпсон неохотно принял его назначения в Верховный суд Соединенных Штатов. В суде Томпсон стал ярым оппонентом главного судьи Джона Маршалла. Смит Томпсон был членом Верховного суда Соединенных Штатов с 1823 до своей смерти в 1843 году.
Умер в 1843 году в Покипси.